# Five Nights at Freddy's
Five Nights at Freddy's, (en su traducción al español como «Cinco Noches en Freddy's») abreviado como FNaF, es una franquicia de medios basada en una serie de videojuegos de terror independientes creada, diseñada, desarrollada y publicada por Scott Cawthon.
La serie se centra en la historia de una pizzería llamada Freddy Fazbear's Pizza. en Five Nights at Freddy's 1, 2 y 3 involucran a un guardia de seguridad nocturno, que debe utilizar varias herramientas (sobre todo cámaras de seguridad) para sobrevivir contra los animales animatrónicos del restaurante, que, poseídos por las almas de los niños asesinados en la misma pizzería, buscan matarlo durante la madrugada. El cuarto juego, que utiliza diferentes mecánicas que sus predecesores, tiene lugar en un dormitorio y el protagonista debe defenderse de las versiones terroríficas de los animatrónicos, nightmares, e intentar evitar que entren en el dormitorio. El quinto juego tiene lugar en un almacén debajo del restaurante llamado "Circus Baby's Pizza World". En lugar de un guardia de seguridad nocturno, el personaje del juego es un técnico llamado Michael Afton, cada noche, debe hacer una serie de objetivos que cambian durante las noches, según le indica una voz de inteligencia artificial escuchada en el juego. En el sexto juego, el mismo personaje actúa como el dueño de un local de Freddy Fazbear's Pizza. Tiene que decorarla con artículos de pago, y trabajar durante la noche para su restaurante, teniendo similitudes con sus predecesoras, pero ciertas diferencias con las entregas anteriores.  
Después de los juegos ya nombrados, salieron Ultimate Custom Night, donde el protagonista es William Afton (El asesino de los 5 niños), y se enfrenta a varios personajes de juegos anteriores. Five Nights at Freddy's: Help Wanted, juego de realidad virtual, y Five Nights at Freddy's AR: Special Delivery, juego de realidad aumentada para dispositivos móviles, cuentan una historia diferente a la ya vista pero con algo de la anterior. La última entrega de la franquicia fue Five Nights at Freddy's Secret of the Mimic, permitiendo al jugador, no solo libre movilidad, sino, diferentes finales dependiendo de las acciones que esté haga en el juego, algo ya utilizado en otras entregas. 
Una atracción de terror basada en la serie fue presentada en el Adventuredome en Halloween de 2016. Además, la serie apareció en el Libro Guinness de los récords tras romper el récord de la mayor cantidad de secuelas lanzadas en un año,.

## Historia y desarrollo
La idea de crear a Five Nights at Freddy's se debe a la recepción negativa de un juego de Scott Cawthon, Chipper & Sons Lumber Co., ya que los jugadores comentaron que el personaje principal (un castor joven) parecía "aterrador animatrónico", con el crítico Jim Sterling calificando el juego de forma involuntaria como "terrorífico". Aunque inicialmente desalentado por los comentarios, Cawthon, que anteriormente había desarrollado juegos principalmente orientados a los cristianos, finalmente lo utilizó para inspirarse a sí mismo para hacer algo intencionalmente más aterrador.
El primer juego de Five Nights at Freddy's fue lanzado a través de Desura el 8 de agosto de 2014. El 20 de agosto del mismo año, después de haber sido aprobado por la plataforma Steam Greenlight, Five Nights at Freddy's también fue lanzado a través de Steam. Los cinco siguientes juegos fueron lanzados el 10 de noviembre de 2014; 2 de marzo de 2015; 23 de julio de 2015; 7 de octubre de 2016; y 4 de diciembre de 2017, respectivamente. Un spin-off de la serie, Five Nights at Freddy's World, fue anunciado en una publicación de Steam por Cawthon en septiembre de 2015, y fue lanzado el 21 de enero de 2016. Cawthon lanza la mayoría de los avances de sus juegos a su sitio web oficial, "Scott Games", y los tráileres oficiales a su canal de YouTube.
Cawthon utiliza Clickteam Fusion 2.5 para crear los juegos de Five Nights at Freddy's y Autodesk 3ds Max para modelar y renderizar los gráficos en 3D. Para la mejora de Five Nights at Freddy's: Sister Location y FNaF World, Cawthon contrató actores de voz profesionales. Él también anunció que todos los títulos serán rehechos por otras compañías para su lanzamiento en consolas.
En 2015, Cawthon publicó una imagen "teaser" en su sitio web oficial anunciando que planeaba lanzar su primera novela titulada Five Nights at Freddy's: The Untold Story (que más tarde sería rebautizada como Five Nights at Freddy's: The Silver Eyes) en el futuro, y que se iba a escribir por separado para no ser canónica con los juegos. El 20 de junio de 2016, Scholastic anunció que colaboraría con Scott Cawthon en un acuerdo multilibro. Five Nights at Freddy's: The Silver Eyes, iba a volver a imprimirse en edición de bolsillo en octubre de ese año. Luego, su lanzamiento fue reprogramado para septiembre del mismo año. Las próximas dos novelas estaban programadas para ser lanzadas en 2017 y 2018, respectivamente. Una guía oficial basada en la serie también fue programada para ser lanzada en 2017.

## Jugabilidad
Five Nights at Freddy's es un videojuego de terror que consiste en asumir el rol de un guardia nocturno de uniforme morado en la pizzería Freddy Fazbear's Pizza, un restaurante ficticio similar a Chuck E. Cheese's y ShowBiz Pizza Place. El restaurante utiliza animales animatrónicos de tamaño natural que actúan para fiestas infantiles. Sin embargo, estos animatrónicos tratarán de asesinar al guardia de seguridad, el cual es instruido para vigilarlos, ya que el restaurante ha tenido incidentes de guardias previos siendo atacados y asesinados por los animatrónicos. Para progresar a través de los juegos, el jugador debe protegerse de los animatrónes.
Five Nights at Freddy's 3 reemplaza estas herramientas con un panel de monitor, donde el jugador debe evitar que ciertos sistemas funcionen mal, a fin de no obstaculizar la capacidad del jugador para completar la noche con éxito. Estas fallas se pueden desencadenar aleatoriamente, o por alucinaciones de animatrónicos. También se agrega la capacidad de cerrar los conductos de ventilación, y debe usarse para evitar que el único animatrónico tangible, Springtrap, ingrese a la oficina. El jugador también puede usar una función basada en audio como medio de defensa, activando una voz infantil para atraer al animatrónico fuera de la oficina del jugador. Cabe recalcar que el uso de las puertas es nula. Los minijuegos de 8 bits regresan y se activan al completar ciertas tareas secundarias, como hacer clic en un póster o ingresar un código en la pared. Si el jugador completa todos los minijuegos, desbloquea un final secreto.
Five Nights at Freddy's 4 tiene lugar en la habitación del protagonista y se reintroducen las herramientas eliminadas, específicamente las puertas y la linterna, aunque con un uso ligeramente alterado. Cuando el jugador se acerca a una puerta, puede mantener presionado un botón para cerrarla, y se volverá a abrir si el jugador se aleja o suelta el botón. Una nueva mecánica es agregada, el jugador debe escuchar el sonido de la respiración de los animatrónicos, esto para determinar si encender la linterna o cerrar las puertas. Si el jugador oye una respiración en las puertas laterales, debe cerrar la puerta y esperar que el animatrónico se aleje. Sin embargo, si el jugador cierra la puerta demasiado pronto, los animatrónicos lo atacarán cuando la abra nuevamente. Si el jugador enciende la linterna mientras hay un animatrónico en la entrada, será asesinado. La linterna ya no puede quedarse sin energía, y también puede ser utilizada para disuadir a los "Freddles" que aparecen en la cama.
Five Nights at Freddy's: Sister Location contiene múltiples mecánicas. Mantiene las puertas una vez más, aunque solo para el final secreto. La linterna también regresa, pero ahora pierde toda funcionalidad, solo queda permanentemente encendida cuando el jugador está en ciertas habitaciones y permanece apagada en otras. Un panel de control elevado es introducido en el juego, con la capacidad de iluminar habitaciones y/o electrocutar a los animatrónicos. Otras mecánicas incluyen otra plataforma de control dentro de la "sala de interruptores", controlando la potencia de todo el edificio, y una luz intermitente, que permite al jugador ver en el oscuro "Funtime Auditorium" y evitar al único animatrónico de esa habitación, Funtime Freddy. Five Nights at Freddy's SL también es el único juego en el que el jugador puede moverse entre habitaciones.
Freddy Fazbear's Pizzeria Simulator ofrece un estilo de juego muy diferente, donde el jugador debe gastar dinero en el juego para comprar funciones para su propio restaurante en un juego estilo magnate. Se puede jugar una serie de minijuegos probando las atracciones utilizadas en el establecimiento. Una vez que un jugador ha completado esta parte del juego, debe sentarse en una habitación y completar tareas mientras se defiende de animatrónicos hostiles que "salvó" previamente. La jugabilidad de esta parte comparte muchos elementos con Five Nights at Freddy's 3, como la importancia de la ventilación y la capacidad de distraer a los animatrónicos usando un audio.
Five Nights at Freddy's: Security Breach es la duodécima entrega de la serie Five Nights at Freddy's. Freddy Fazbear's Mega Pizzaplex, con tres pisos de altura, es la pizzería más llamativa, radical, roquera y segura que jamás haya visto el universo. ¡Por supuesto, Freddy y la banda están emocionados de conocerlos! Utilizando lo último en tecnología animatrónica, pueden divertirse con las estrellas. Entonces, en tu próximo cumpleaños, ¡deja que Mega PizzaPlex de Freddy Fazbear te convierta en una SUPERESTRELLA!
Cada juego requiere que el jugador sobreviva las cinco noches, y cada una aumenta la dificultad. Hay una sexta noche desbloqueable en todos los juegos (excluyendo a Five Nights at Freddy's Sister's Location y Freddy Fazbear Pizzería Simulator), con más noches adicionales que varían entre juegos: los dos primeros juegos cuentan con una séptima "Noche personalizada" que le permite al jugador personalizar el nivel de inteligencia artificial de cada animatrónico. Un DLC de "Noche personalizada" también está disponible para Five Nights at Freddy's SL. El tercer juego no presenta ninguna séptima noche, mientras que el cuarto juego presenta una séptima y octava noche, ninguna de las cuales es personalizable. El quinto juego es, actualmente, el único juego de Five Nights at Freddy's con solo cinco noches, si el DLC no está incluido.
El juego spin-off, FNaF World, hace que el jugador explore un alegre mundo de rol luchando por puntos de experiencia. El jugador desbloquea diferentes áreas mientras continúa en su aventura. Finalmente, después de completar ciertas tareas, el jugador gana uno de ocho finales diferentes, todos los cuales desbloquearán un trofeo en el menú principal una vez que se completen. El juego también recibió una segunda actualización que presentó a los animatrónicos del DLC de Halloween de Five Nights at Freddy's 4 y algunos personajes de anteriores juegos de Scott Cawthon. La actualización también introdujo otro "jefe" que el jugador debe vencer, así como minijuegos para desbloquear los nuevos personajes antes mencionados.

### Elementos comunes

#### Cámaras de seguridad
La capacidad de usar un sistema de cámaras de seguridad se encuentra en todos los juegos principales, excepto en el cuarto y el sexto, y se utiliza para observar la ubicación de los animatrónicos que te matan si te encuentran y están en todo el restaurante. Sin embargo, solo se puede ver una cámara a la vez, y algunas áreas no son visibles en las cámaras antes mencionadas. La mayoría de las alimentaciones de las cámaras son pobres, a veces casi en blanco y negro, y cubiertas de estática. En el tercer juego, las cámaras comienzan a fallar si el sistema asociado falla. Las cámaras de seguridas son utilizadas en todos los juegos principales excepto en Five Nights At Freddy's 4

#### Luces
Las luces y, por extensión, la linterna y la luz estroboscópica, se encuentran en todos los juegos principales, excluyendo el tercero. Si bien el uso varía según el juego, las luces generalmente se utilizan para alejar a los animatrónicos, o advertir al jugador de su presencia. En el primer y segundo juego, las luces son activadas a través de botones en las paredes e iluminan los "puntos ciegos" del jugador, que son las puertas de entrada o conductos de ventilación, respectivamente. En el quinto juego, las luces funcionan de manera similar, sin embargo, ahora están montadas en un panel de control, y no tienen otro propósito que la capacidad de ver a los animatrónicos, debido a los diferentes estilos de juego. En el segundo y cuarto juego, la linterna funciona de la misma manera que su equivalente en la vida real, en el sentido de que tiene una duración de batería limitada, aunque solo en el segundo juego, y debe encenderse y apagarse. La luz estroboscópica es introducida en Five Nights at Freddy's 5 y se utiliza para reunir elementos rápidamente en una habitación oscura vista en la tercera y quinta noche.
En la versión móvil, cuando se activa la luz, hace un sonido diferente de la versión de la computadora.

#### Susto repentino
Los "Sustos repentinos", o jump scares, están presentes en todos los juegos principales de la serie, y ocurren cuando cualquier animatrónico logra alcanzar y atacar al jugador. La mayoría de "Sustos repentinos" involucran a un animatrónico que aparece de repente en la vista del jugador, seguido de un fuerte sonido similar a un grito. Algunos "Susto repentinos", incluidos los de Golden Freddy (en la primera entrega), Nightmare y Nightmare Puppet, consisten en una sola pantalla complementada con un sonido estridente y distorsionado. Estos "Susto repentinos" generalmente bloquean o reinician el juego. El jugador puede utilizar las herramientas enumeradas anteriormente, evitando así que se produzcan "Susto repentinos".

#### Minijuegos
En todos los juegos a partir de la segunda entrega, el jugador tendrá acceso a una serie de minijuegos (predominantemente de 8 bits), a veces aleatoriamente después de morir, como en el segundo juego, y algunas veces una vez que el jugador haya completado una tarea específica. Estos minijuegos suelen contar una historia o un evento relevante para la tradición del juego, aunque en su mayoría se presentan de forma críptica. Por ejemplo, se especula que los minijuegos de Five Nights at Freddy's 2 retratan los incidentes homicidas mencionados anteriormente en los juegos. Los minijuegos de Five Nights at Freddy's 4 cuentan la historia de un niño, posiblemente el personaje del jugador, que muere en un trágico accidente.

#### Llamadas telefónicas
En todos los juegos principales, excepto en la cuarta, quinta y sexta entrega, el jugador recibe un mensaje de voz por teléfono de un trabajador anterior o propietario de la ubicación interpretada por Scott cawthon. Estas "llamadas telefónicas" actúan como un tutorial para el jugador, y generalmente pasan por varias mecánicas de juego, y describen la historia detrás de la ubicación de los jugadores. En el primer y segundo juego, la voz que se escucha en los mensajes es la misma, mientras que en el tercer juego, la voz tiene diferente sonido. Five Nights at Freddy's 5 utiliza algo similar, una voz de inteligencia artificial que actúa como un tutor para el jugador, aunque no es de un teléfono. Las llamadas telefónicas del primer juego se pueden escuchar en Five Nights at Freddy's 4, aunque solo como un "easter egg".

#### Cierre de la ubicación
En los primeros tres juegos, la ubicación en la que se encuentra el jugador se cierra poco después del final del juego. En el primer Five Nights at Freddy's, se dice que el restaurante cerrará para fin de año, debido a una "tragedia que tuvo lugar allí hace muchos años". El restaurante de Five Nights at Freddy's 2 cierra debido a un mal funcionamiento de los nuevos animatrónicos. La atracción de Five Nights at Freddy's 3 cierra después de haberse incendiado inesperadamente. En el caso de Five Nights at Freddy's 5, el restaurante en el que se centra la historia del juego, Circus Baby's Pizza World, había cerrado antes del juego, aparentemente debido a fugas de gas. Un posible final de Freddy Fazbear's Pizzeria Simulator implica un incendio producido en el restaurante del jugador para destruir a los animatrónicos, lo que lleva a toda la empresa a cerrar.

## Personajes

### Guardia de seguridad
Los personajes principales en la serie de Five Nights at Freddy's generalmente son guardias de seguridad que trabajan en Freddy Fazbear's Pizza o en un lugar relacionado. Ninguno de ellos tiene personalidades distintas y la mayor parte de los juegos tienen lugar desde su punto de vista. En el primer Five Nights at Freddy's, el nombre del guardia de seguridad es Mike Schmidt (cuyo verdadero nombre es Michael Afton, hijo del asesino William Afton, también conocido como el Hombre Morado); en Five Nights at Freddy's 2, el nombre del guardia es Jeremy Fritzgerald durante las primeras seis noches, aunque otro guardia llamado Fritz Smith lo reemplaza en la séptima noche (una de las noches extra); en Five Nights at Freddy's 3 donde no se sabe la identidad del guardia. El personaje principal de Five Nights at Freddy's 4 es hijo de William Afton, David Afton, quien es atacado por versiones monstruosas de animatrónicos de sagas anteriores ; en Five Nights at Freddy's 5: Sister Location  , el jugador es Michael pero su nombre fue corregido automática y erróneamente a "Eggs Benedict".
Aparte de Mike Schmidt, Jeremy Fritzgerald, Fritz Smith y David Afton (un personaje que sufrió la famosa Mordida del 83), ninguno de los otros personajes humanos de la serie tiene nombres reales, o al menos confirmados. En los tres primeros juegos, un hombre simplemente identificado como el "Tipo del teléfono" (Phone Guy, en inglés) deja una grabación por teléfono al comienzo de cada noche que sirve como consejo hacia el jugador para saber cómo tratar con los animatrónicos. El Tipo del Teléfono está presente en las cuatro primeras noches de Five Nights at Freddy's, las cinco noches de Five Nights at Freddy's 2 y las cuatro primeras noches de Five Nights at Freddy's 3 (así como en la sexta noche para la segunda y tercera entrega). Él no está presente en la cuarta y quinta entrega, aunque su primera grabación nocturna del juego original a veces es reproducida en reversa como ambiente en Five Nights at Freddy's 4. Su llamada al inicio de la cuarta noche en Five Nights at Freddy's implica que fue asesinado por los animatrónicos. En el tercer juego, él es escuchado en archivos de grabaciones descubiertos por el personal de Fazbear's Fright. En su lugar, Five Nights at Freddy's 5 presenta una inteligencia artificial llamada "HandUnit", que al igual que el Tipo del Teléfono, actúa como el tutor del jugador. Las dos primeras noches del tercer juego también presentan a una voz en el teléfono que se presenta como uno de los fundadores de Fazbear's Fright. El sexto juego presenta una voz masculina que es escuchada para darle instrucciones al jugador mediante una serie de grabaciones en un casete.
El principal antagonista de la serie es el "Hombre Morado" (Purple guy en inglés), quien fue un antiguo empleado de Fazbear Entertainment que asesinó a cinco niños, cuyos espíritus ahora habitan en los animatrónicos. En un minijuego del segundo juego, él asesina a una niña llamada Charlie, hija de su amigo y socio Henrry Emily, cuyo espíritu habita en Puppet, una marioneta hecha para cuidar a los niños en el restaurante. En el tercer juego, se revela que regresó a Freddy Fazbear's Pizza después de que el local  cerrara, para desmantelar a los animatrónicos, liberando accidentalmente a los espíritus de los niños que asesinó, quienes lo asustaron y William se vio obligado a esconderse dentro de un traje animatrónico defectuoso al que le allaron los resortes (o springlocks) que lo aplastaron hasta la muerte (o más bien dicho "springlocked"). Se cree que su cuerpo reside en el principal antagonista de Five Nights at Freddy's 3, Springtrap. En la adaptación a novela de la novela, el Hombre Morado recibe una posible identidad: William Afton, revelando que él era el copropietario de Fazbear Entertainment. Scott Cawthon ha declarado que aunque "el libro no es canónico como los juegos, no significa que no este destinado a encajar en las piezas del rompecabezas". La mayoría de jugadores de la comunidad creen que William Afton, mencionado en el prólogo de Five Nights at Freddy's 5, es el Hombre Morado, lo que crea la posibilidad de que sea el creador de los animatrónicos vistos en el juego. Un personaje llamado Michael Afton, fue presentado en Five Nights at Freddy's 5, y se supone que es el hijo del Hombre Morado. El personaje fue presentado en una cinemática en la que parece estar hablando con su padre.

### Animatrónicos
Hay cinco animatrónicos principales en el primer juego: Freddy, Bonnie, Chica, Foxy y Golden Freddy, este último aparece ocasionalmente, aunque en forma de alucinación. Su "Susto repentino" es capaz de frizar y bloquear el juego. Los cinco animatrónicos regresan en diversas formas a lo largo de los siguientes juegos, excepto en la quinta entrega, en la que Bonnie y Chica están completamente ausentes.
A pesar de ser una precuela, el segundo juego presenta versiones actualizadas de los personajes originales llamados Toy Freddy, Toy Bonnie, Toy Chica y Mangle (Toy Foxy), junto con versiones antiguas y desgastadas de los animatrónicos originales denominados animatrónicos "Withered". Según el tipo del teléfono, Mangle estaba destinada a ser una versión "Toy" de Foxy, pero fue desarmada tantas veces por los niños que el personal se cansó de volver a armarla y la dejaron como una atracción de "armar y desarmar". Él también menciona que los empleados la apodaron como "Mangle" o "La desarmada". Dos nuevos y peculiares animatrónicos también son presentados: Balloon Boy (a menudo abreviado como BB), un animatrónico que tiene la función de vender globos a los clientes de la pizzería, este animatrónico  no posee "Susto repentino" pero puede desactivar permanentemente la batería de la linterna del jugador y generar risas molestas si entra en la oficina, y Puppet, que debe ser detenido en todo momento al hacer sonar constantemente una caja de música con cuerda. Existen personajes secretos que se consideran alucinaciones de los guardias y esos son: JJ o Balloon Girl que se encuentra escondida en la mesa de la oficina y es la versión femenina y oculta de Balloon Boy, RWQFSFASXC o Shadow Bonnie que tiene muy poca probabilidad de aparecer en un rincón de la oficina, Shadow Freddy, al igual que Shadow Bonnie, tiene muy poca probabilidad de aparecer pero en cámara de la sala de Partes y Servicios, y un Endoesqueleto que puede aparecer entre la cámara de la sala de premios o por el conducto de ventilación izquierdo, cuando la caja de Puppet deja de sonar.
El único animatrónico verdadero en el tercer juego es Springtrap, que parece una descompuesta versión quemada de Spring Bonnie. Además, Freddy, Chica, Foxy, Mangle, Balloon Boy y Puppet regresan como fantasmas denominados "Phantom", que realmente son alucinaciones del guardia de seguridad, también aparece Shadow Freddy como fantasma, aunque aparece en el lado izquierdo de la puerta de la oficina raramente. y aunque sus "Susto repentinos" no matan al jugador, pueden desactivar ciertas características que son esenciales para que el jugador complete la noche fácilmente.
En el cuarto juego, aparecen terroríficas versiones de los cuatro animatrónicos originales: Nightmare Freddy, Nightmare Bonnie, Nightmare Chica (acompañada de "Nightmare Cupcake") y Nightmare Foxy, acechando a un niño pequeño. Una versión "Nightmare" de Fredbear (El animatronico del minijuego de la noche 5) e identificada como Nightmare Fredbear, también es presentada y reemplaza a todos los animatrónicos en la quinta noche. Dos nuevos animatrónicos también hacen su debut: Nightmare, una versión negra de Nightmare Fredbear cuyo "Susto repentino" hace que el juego se reinicie, y Plushtrap, una pequeña versión de Springtrap. La "edición de Halloween" del juego también cuenta con Nightmare Balloon Boy (que reemplaza a Plushtrap), Nightmare Mangle (que reemplaza a Nightmare Foxy) y Night Marionne (también conocido como Nightmare Puppet y que reemplaza a Nightmare). Nightmare Bonnie, Nightmare Chica y Nightmare Cupcake también reciben una nueva apariencia en la edición de Halloween denominadas Jack-O, dándoles un parecido con calabazas,de hecho a Nightmare Cupcake se le sustitulle por una linterna de calabaza.
En el quinto juego aparecen versiones "Funtime" de Foxy y Freddy con Bon Bon (versión funtime de bonnet) en su brazo, así como nuevos personajes: Circus Baby, la animatrónica principal del establecimiento; Ballora, una animatrónico humanoide que se asemeja a una bailarina de ballet y que incentiva a los niños a bailar; Electrobab, un pequeño bebé animatrónico capaz de drenar la energía en la "Noche personalizada" del juego; Yenndo, un endoesqueleto de oso que rara vez aparece en el juego; Lolbit, un animatrónico similar a Funtime Foxy pero de un color alternativo; y Ennard, un animatrónico con el endoesqueleto expuesto e híbrido hecho de partes de otros animatrónicos. Tres de estos animatrónicos son acompañados por animatrónicos más pequeños: Funtime Freddy es acompañado por BonBon (quién tiene una versión femenina rosa llamada Bonnet), una pequeña versión azul de Bonnie; Ballora es acompañada por las Minireenas, pequeñas bailarinas de ballet animatrónicas; y Circus Baby, que es acompañada por múltiples animatrónicos con forma de bebé llamados Bidybabs los cuales son parecidos a Electrobab.
El sexto juego aparecen las versiones "Rockstar", los "MediocreMelodies" y los "Posh Pizzeria", los primeros son versiones parecidas a los Toys del segundo juego, conformado por Freddy, Bonnie, Chica y Foxy; el otro grupo presenta a nuevos animales que son: Happy Frog, Nedd Bear, PigPatch, Orville the Elephant y Mr. Hippo; en cambio los otros, al parecer traen animatrónicos de otras propiedades como: Funtime Chica, MusicMan y "El Chip" (personaje en referencia a la cultura mexicana); por último se tienen a los "Trash and the Gang", animatrónicos hechos de basura o cosas simples siendo: Bucket Bob, Mr. Can-do, Mr. Hugs, n.º 1 Crate y Pan Stan. Durante la travesía del juego te darán un acompañante y ayudante en las pruebas de los juegos en la pizzeria siendo Helpy, un animatronico pequeño con apariencia de Funtime Freddy. Es el final de la historia cronológica que sirve para acabar con todo lo que empezó William Afton al asesinar a Charlie en 1983 en Fredbear's Family Diner, a los 5 niños en 1985 en Freddy Fazbear's Pizza, y probablemente otras víctimas. Henry Emily (viejo amigo de William Afton) y Michael Afton (el único miembro de la familía Afton con "vida") reúnen a todos los animatrónicos para luego incendiarlos y quitarles el remanente que tienen en su interior.
Reintroduce varios animatrónicos de los juegos anteriores que han sufrido extensos daños y deterioros. El jugador descubre un animatrónico al final de cada una de las primeras cuatro noches y debe decidir si desea rescatarlo o abandonarlo. Estos cuatro animatrónicos son Salvage, Molten Freddy (una versión totalmente destrozada de Funtime Freddy), Scrap Baby (una versión totalmente destrozada de Circus Baby), Scraptrap (versión destrozada y modificada de Springtrap) y Lefty (una versión rediseñada de Rockstar Freddy para atrapar a Puppet). Cualquier animatrónico que el jugador intente salvar, o que haya sido escondido dentro de otros artículos comprados por el jugador, se convierte en una amenaza durante todas las noches posteriores.
En Ultimate Custom Night se trae a 50 personajes de anteriores sagas en un simulador de puros Susto repentinos donde cada muerte te traerá una frase dirigida en forma de odio o sarcástica al hombre detrás de todo el daño, cada 1000 puntos se te desbloquea cinemáticas de distintas series, la primera será sobre la rivalidad en forma de anime de 2 samuráis, siendo Freddy y Foxy quienes están al parecer en conflicto, junto a Foxy esta su acompañante Mangle; la otra historia es High School sobre el personaje de Toy Chica, en esta versión toma un papel de Yandere, hacia sus compañeros de clase, a los cuales los mata cada vez que conoce a otro, siendo Foxy, Freddy Fazbear, Toy Bonnie, Funtime Freddy, Twisted Wolf (Personaje de los libros), Puppet y PigPatch las víctimas de su locura, teniendo versiones más antropomórficas de estos personajes.
En el spin-off canónico, de Five Nights at Freddy's World, hay hasta treinta personajes que el jugador puede desbloquear, compuestos por los animatrónicos de los primeros cuatro juegos, así como a Coffee de The Desolate Hope, Chipper de Chipper & Sons Lumber Co., Funtime Foxy de Five Nights at Freddy's 5: Sister Location y el propio Scott Cawthon, bajo la apariencia del icono de There Is No Pause Button!. Lolbit (animatrónico de la "Noche personalizada" de Five Nights at Freddy's 5) también hace su aparición debut, pero es un personaje no jugable. De alguna manera, los enemigos en Five Nights at Freddy's World se parecen a los animatrónicos originales; por ejemplo, "Ballboy" tiene un cierto parecido a Balloon Boy, y "White Rabbit" a Toy Bonnie, o están diseñados y nombrados para que coincidan con su ubicación original, por ejemplo, "Chop 'N Roll" aparece en una zona llena de madera en el bosque, y "Chillax" aparece en campos nevados.
Mientras en Five Nights at Freddy's: Help Wanted se repiten los mismos personajes de las anteriores sagas, excepto del sexto juego donde solo uno vuelve, siendo que en el DLC de Curse of DreadBear  se introduce a 2 nuevos personajes siendo Grim Foxy, al parecer una versión Jack-O de los animatronicos del 4.º juego, y DreadBear, una mezcla bizarra entre el personaje clásico de los cuentos de terror Frankenstein y Freddy Fazbear, también la demostración de los endoesqueletos tanto de los clásicos ya vistos como los de su versión Nightmare. Un nuevo personaje aparece conocido como Glitchtrap, el cual no es cotrolado por una inteligencia artificial llamada "the Mimic" anque se creía que era William reencarnado en un virus informático ,este personaje no tiene un Susto repentino y no es hostil, pero puede asustar cuando llega de repente para guiar al jugador a algún lugar dependiendo de las acciones que uno realice.
En Five Nights at Freddy's AR: Special Delivery se introducen los personajes de Freddy Fazbear, Bonnie, Chica, Foxy, el endoesqueleto 01 (ENDO 01) y Golden Freddy (FredBear) del 1.er juego, a Toy Freddy, Toy Bonnie, Toy Chica, Mangle, Balloon Boy del 2.º juego, a Springtrap, también a Plushtrap y las versiones Jack-O de Bonnie y Chica como skins del 4.º juego, a Circus Baby y Ballora del 5.º juego; estos personajes tienen sus propias skins y voces (algunos) de los antiguos juegos, teniendo temática desde Navidad, Pascua, San Patricio, San Valentín, el 4 de julio, temática de naturaleza, virtual, tóxica, quemados.
En Five Nights at Freddy's: Security Breach, el juego retorna clásicos animatrónicos de juegos pasados, a la vez que introduce nuevos. Los cuatro animatrónicos  principales son Glamrock Freddy, Glamrock Chica, Montgomery Gator (abreviado Monty) y Roxanne Wolf (abreviado Roxy), se hacen constantes referencias a Glamrock Bonnie (animatrónico desaparecido que forma parte del nuevo Molten Freddy). Además, llegan nuevos animatrónicos: Sun que se transforma en Moon cuando no hay luz;  Music Man (en su versión gigante y pequeña), los bots de seguridad y los endoesqueletos. Regresa Springtrap(Llamado Burntrap);  y se referencian animatrónicos anteriores como Ballon Boy, Ennard, Foxy o las versiones clásicas de Chica y Freddy. Además, se incluye la guarda de seguridad Vanessa, y Vanny, que se cree que es Vanessa disfrazada de conejita bajo control de Glitchtrap, que aparece en el minijuego de los tres arcades que contiene una cronología de un juego llamado Princess Quest.

## Juegos

### Serie principal

#### Five Nights at Freddy's(2014)
Después de que el anterior juego de Scott Cawthon, Chipper & Sons Lumber Co., recibiera mala acogida por la inquietante apariencia de los personajes, supuestamente, aptos para niños, Cawthon decidió usar estas ideas para crear un juego intencionalmente aterrador, Five Nights at Freddy's.
El juego involucra a un personaje, cuyo nombre más tarde se revela como Mike Schmidt, quien comienza a trabajar como guardia de seguridad nocturno en el restaurante familiar de Freddy Fazbear's Pizza, donde los animales animatrónicos cobran vida por la noche y matarán a cualquiera que vean metiéndolo en un traje animatrónico de repuesto. Aparentemente, esto se debe a su mala interpretación del jugador como un endoesqueleto de metal sin disfraz. El movimiento de los animatrónicos se le explica al jugador como un modo de "rutina libre" programado a propósito, para evitar que sus servomotores se bloqueen. El jugador debe sobrevivir desde la medianoche hasta las seis de la madrugada.
El jugador no puede salir de su oficina de seguridad y debe usar un sistema de cámaras de seguridad y dos puertas eléctricas con luces para defenderse de los animatrónicos. La hostilidad de los animatrónicos parece ser el resultado de ser poseídos por almas vengativas de cinco niños que fueron asesinados en el restaurante. El jugador es guiado por una voz masculina desconocida, conocida como el "Tipo del teléfono", quien lo ayuda en su defensa. Después de la séptima noche, Mike es despedido de su trabajo por tres razones: manipulación de los animatrónicos, falta de profesionalismo general y mal olor.
Five Nights at Freddy's fue lanzado por primera vez para Microsoft Windows el 8 de agosto de 2014, seguido de puertos para Android e iOS el 27 de agosto y el 11 de septiembre del mismo año, respectivamente. Una versión para Windows Phone también fue lanzada, pero fue eliminada poco después debido a los reducidos gráficos a escala del puerto.

#### Five Nights at Freddy's 2(2014)
Poco después del lanzamiento del primer juego, Scott Cawthon comenzó a confirmar los rumores de una secuela. Solo un mes después del lanzamiento del juego original, Cawthon publicó una imagen "teaser" de la secuela en su sitio web, y continuó publicando "teasers" hasta el lanzamiento del juego. Un tráiler oficial fue lanzado el 21 de octubre de 2014, presentando varios animatrónicos nuevos y la ausencia de puertas. Five Nights at Freddy's 2 fue lanzado por primera vez para Microsoft Windows el 10 de noviembre de 2014, antes de su lanzamiento previsto para el 25 de diciembre de 2014. Los puertos para Android e iOS fueron lanzados el 13 y el 20 de noviembre del mismo año. Un puerto para Windows Phone también fue lanzado, pero fue eliminado por las mismas razones que el puerto del primer juego.
Situando seis años antes de los eventos del primer juego, el personaje principal, Jeremy Fitzgerald, comienza a trabajar como guardia de seguridad nocturno en el "nuevo y mejorado" restaurante de Freddy Fazbear's Pizza. Las versiones "actualizadas" de los cuatro animatrónicos originales, que tienen un software especial de reconocimiento facial para proteger a los niños de posibles daños por parte de los adultos, no fueron programados con un modo nocturno adecuado; cuando se encuentran en un lugar silencioso, su programación les dice que están en la habitación equivocada y buscarán la fuente de ruido más cercana para encontrar personas a las que entretener, lo cual sería en la oficina. El jugador debe volver a escuchar las instrucciones del "Tipo del teléfono" e intentar defenderse de los animatrónicos utilizando varios mecanismos. Al igual que en el juego anterior, el jugador debe sobrevivir desde la medianoche hasta las seis de la madrugada. Aparentemente, Jeremy es promovido al turno diurno después de la sexta noche, ya que la hostilidad de los animatrónicos se vuelve demasiado peligrosa, con el restaurante cerrando poco después.
Durante la séptima noche (custom night) un nuevo guardia nocturno llamado Fritz Smith (cuyo nombre real es Michael Afton, el protagonista del quinto juego) comienza a trabajar en el restaurante. Al completar la noche Fritz será despedido por "manipular a los animatronicos" "falta de profesionalismo en general" y "olor".
Unos minijuegos de 8 bits están disponibles aleatoriamente después de la muerte del jugador, y se cree que retratan el pasado del restaurante y los varios asesinatos que ocurrieron en el lugar. También se hace presente una entidad retratada como un hombre morado, quien se especula que es el asesino culpable de la muerte de los niños.

#### Five Nights at Freddy's 3(2015)
En enero de 2015, una nueva imagen fue subida al sitio web de Scott Cawthon, anunciando una tercera entrega en la serie. Varias imágenes "teaser" fueron reveladas, antes de que se lanzara un tráiler oficial el 26 de enero de 2015. El 15 de febrero del mismo año, Cawthon hizo una publicación en Steam indicando que Five Nights at Freddy's 3 había sido cancelado después de que un hacker supuestamente filtró el juego. Más tarde, se descubrió que solo era una broma, ya que el enlace de descarga "filtrado" condujo a una versión graciosa del anterior juego de Cawthon, There Is No Pause Button!. El 3 de marzo de 2015, Five Nights at Freddy's 3 fue lanzado legítimamente para Microsoft Windows, con los puertos de Android e iOS siendo lanzados el 7 y 12 de marzo de 2015, respectivamente.
Situado treinta años después de los acontecimientos del primer juego, el personaje principal (cuyo nombre se desconoce) trabaja en Fazbear's Fright, una atracción de terror basada en la ya desaparecida Freddy Fazbear's Pizza. El jugador debe defenderse de un deteriorado animatrónico conocido como "Springtrap", que fue el único animatrónico que los trabajadores de la atracción pudieron descubrir. Alucinaciones quemadas y destrozadas de los animatrónicos de las dos entregas anteriores también aparecen, pero no pueden matar al jugador directamente, y en su lugar obstaculizan la ventilación, el sonido y sistema de cámaras de seguridad, que también pueden fallar por otros medios. La falta de mantenimiento de estos sistemas puede crear muchos problemas para el jugador, incluyendo fallas en las cámaras e incapacidad de reproducir audios para atraer al animatrónico. El jugador recibe orientaciones de un empleado de la atracción durante las primeras dos noches, pero también escucha viejas grabaciones de audio descubiertas por el personal de la atracción, relacionadas con la historia de antecedentes de ubicaciones anteriores. Al completar cada noche, aparece un minijuego de 8 bits donde podemos controlar a 1 animatrónico por noche (Freddy, Bonnie, Chica y Foxy respectivamente) en el cual debemos seguir por la pizzería a un animatrónico oscuro similar a Shadow Freddy quien constantemente nos dirá "Follow Me", hasta llega a una habitación que no podemos cruzar, en eso, el Hombre Morado nos atacará de sorpresa y desarmará a los animatrónicos uno por uno, al completar la quinta noche, ahora pasaremos a controlar el alma de un niño que logrará encontrar al Hombre Morado y este intentará huir de él, mientras que otras 4 almas impiden que huya, posteriormente el Hombre Morado para protegerse se mete dentro del animatrónico de Springtrap, sin embargo, este tiene una falla y aplasta en su interior al Hombre Morado, muriendo dentro del traje, lo que da a entender que Springtrap estaba poseído por el alma del Hombre Morado.
El juego tiene dos finales: un final bueno y un final malo. El final bueno solo puede lograrse completando minijuegos secretos de 8 bits, en los que varios animatrónicos le llevan un pastel a lo que parece ser el alma de un niño afligido. Se cree que este final implica que las almas de los niños asesinados han sido liberadas, aunque significados connotados se disputan.

#### Five Nights at Freddy's 4(2015)
A partir del 27 de abril de 2015, Cawthon publicó imágenes en su sitio web en las que anunciaba un nuevo juego en la serie, originalmente conocido como Five Nights at Freddy's: The Final Chapter. Un tráiler oficial fue lanzado el 13 de julio de 2015, dando a entender que el juego tiene lugar en la casa del personaje principal. Five Nights at Freddy's 4 fue anunciado por primera vez con una fecha de lanzamiento prevista para el 31 de octubre de 2015, antes de ser adelantada al 8 de agosto de 2015 y finalmente al 23 de julio del mismo año, cuando el juego fue lanzado inesperadamente en Microsoft Windows a través de Steam. Los puertos de Android e iOS fueron lanzados el 25 de julio de 2015 y el 3 de agosto de 2015.
Hablando de la historia, debido a ciertas pistas que se dan durante el transcurso del juego, se deduce que el año en el que ocurren estos acontecimientos es 1983, por lo que esta entrega, cronológicamente, se ubica antes de los tres anteriores títulos. El personaje del jugador es un niño pequeño, hijo menor de William Afton, denominado por el nombre de Crying Child, en español Niño Llorón, que sufre de delirios constantes de ser atacado por terroríficas versiones de los animatrónicos originales. El jugador debe defenderse utilizando solo una linterna, puertas y su sentido del oído para intentar localizar a los animatrónicos. Según los minijuegos desarrollados a lo largo del juego, el niño iba a cumplir años, cosa que se da a conocer cada vez que termina una partida exitosa, apareciendo el texto: "5 días antes de la fiesta", la cual será celebrada en el restaurante de Fredbear’s Family Diner, pero él no quería ir a su fiesta debido a que su hermano y sus amigos le hacían bromas pesadas con las máscaras de los animatrónicos, por ello, el niño desarrollo cierto miedo hacia las mascotas del local. Antes del cumpleaños, estos se habían dedicado a asustarlo usando máscaras de Freddy, Bonnie, Chica y Foxy.
Tras completar la quinta noche, se abre una cinemática llegado el día de la fiesta, los amigos con sus respectivas máscaras llevaron al niño al escenario del restaurante, en el cual se encontraban los animatrónicos principales,  Fredbear junto a Spring Bonnie. En lo que se muestra al niño llorando alrededor de los muchachos, estos hablan de que lo llevaran cerca de Fredbear a darle un beso, a lo cual el niño se opone, llevándolo a la fuerza. Una vez allí, los chicos lo toman y lo meten en la boca del animatrónico. Este, por alguna razón, falla y de repente aprieta la cabeza del niño hasta aplastarla, con lo cual se muestra a los chicos paralizados del miedo, terminando así la animación. Después de estos acontecimientos el niño es hospitalizado de urgencia debido a los daños que le causó Fredbear en el lóbulo frontal y es en la mente del niño donde ocurre la noche seis en contra de Nightmare Fredbear; mientras esta en coma en el hospital. Después de completar la noche Nightmare, se muestra una pantalla negra, con sprites en 8bits de los peluches de Freddy, Chica, Bonnie,  y Foxy en la esquina inferior derecha de la pantalla, mientras que en medio de la pantalla aparece el niño triste y llorando al lado de un peluche de Fredbear. Arriba de todo, se muestran algunos diálogos como "lo siento mucho", "aún sigo aquí" y "espero que puedas escucharme". A medida que pasan los diálogos, cada uno de los peluches de la esquina empiezan a desaparecer, una vez que todos desaparecen solo queda el niño con Fredbear. El último diálogo mostrado dice "vamos a volver a reconstruirte" al mismo tiempo en el que Fredbear desaparece, el niño queda solo y llorando hasta que él también desaparece, y si el jugador escucha con atención, se puede oír el sonido del monitor cardiaco en el fondo, indicando que el niño ha fallecido. Se teoriza que los diálogos en los últimos momentos del niño son del hermano o de su padre pidiéndole perdón por lo que le hicieron pasar.
El juego recibió un DLC de estilo Halloween, en el que se presentan las versiones "Nightmare" de algunos de los animatrónicos de Five Nights at Freddy's 2. El DLC también ofrece versiones con temas de Halloween para Nightmare Bonnie, Nightmare Chica y Nightmare Cupcake.

#### Five Nights at Freddy's: Sister Location(2016)
En abril de 2016, Scott Cawthon lanzó una imagen "teaser" en su sitio web sobre un próximo juego en la serie titulado Five Nights at Freddy's 5: Sister Location, con una animatrónico similar a una payaso cuyo nombre fue revelado como "Circus Baby". Varias imágenes "teaser" fueron lanzadas, revelando diferentes animatrónicos y sugerencias sobre sus orígenes. El tráiler oficial del juego fue lanzado el 21 de mayo de 2016 presentando nuevos animatrónicos y una nueva ubicación. Posteriormente, se confirmó que la fecha de lanzamiento era el 7 de octubre de 2016. Sin embargo, el 5 de octubre, Cawthon hizo una versión falsa del juego, aparentemente lanzando una edición "madura" después de la decisión de retrasar el juego para hacerlo más "amigable para los niños". El enlace de descarga llevó a una versión graciosa del anterior juego de Cawthon, Sit N' Survive. Five Nights at Freddy's 5: Sister Location fue lanzado por primera vez para Microsoft Windows el 7 de octubre de 2016, seguido de puertos para Android e iOS el 22 de diciembre de 2016 y el 3 de enero de 2017, respectivamente.
El personaje del jugador, aparentemente llamado Mike, y erróneamente llamado "Eggs Benedict", es un nuevo empleado de "Circus Baby's Entertainment and Rental", una compañía hermana de "Fazbear Entertainment" con animatrónicos que son alquilados a fiestas de cumpleaños de niños; originalmente, los animatrónicos estaban destinados para su uso en el restaurante de Circus Baby's Pizza World, pero el restaurante nunca abrió oficialmente debido a fugas de gas. "Eggs Benedict" es guiado por HandUnit, una inteligencia artificial similar al "Tipo del teléfono" de las entregas anteriores. HandUnit lo instruye sobre su trabajo, a menudo diciéndole al jugador que no tenga en cuenta la seguridad, sin embargo, una animatrónico llamada Circus Baby a menudo da instrucciones que contradicen directamente a las de HandUnit, y son vitales para sobrevivir.
El juego también ofrece un DLC con una "Noche personalizada", en la que el jugador puede usar mecanismos que recuerdan a los del primer juego (como puertas interactivas y un sistema de cámaras de seguridad), que estaban ausentes del juego principal. Nuevos minijuegos también están disponibles en este DLC, que describe el destino de "Eggs Benedict" después de los eventos de Five Nights at Freddy's 5. También se muestra una escena después de completar el pre-ajuste personalizado del modo "Golden Freddy", presente en la "Noche personalizada", en la que un personaje llamado Michael le habla a su padre de manera premonitoria antes de que Springtrap (su padre), de Five Nights at Freddy's 3, haga una rápida aparición.

#### Freddy Fazbear's Pizzeria Simulator(2017)
En junio de 2017, Scott Cawthon hizo alusión al desarrollo de un sexto juego en la serie. El 2 de julio de 2017, Cawthon anunció su decisión de cancelar este juego, afirmando que había estado "descuidando otras cosas en su vida por tratar de mantenerse al día con las crecientes expectativas". Cawthon notó que no planeaba abandonar la serie e incluso podría regresar con un juego de estilo diferente, como uno similar a Five Nights at Freddy's World.
El 4 de diciembre de 2017, después de lanzar imágenes "teaser" del juego varios días antes, Cawthon lanzó Freddy Fazbear's Pizzeria Simulator gratuitamente en Steam. El juego parecía ser un juego de simulación de negocios en el que el jugador debía planear y administrar su propio Freddy Fazbear's Pizza, pero con frecuencia llegó a pasar al mismo nivel de terror que los demás juegos principales de la serie. Finalmente, en febrero de 2018, Cawthon anunció que el juego realmente era la sexta entrega de la serie disfrazada bajo un "simulador" mediante una publicación en Steam. Los elementos de la porción del simulador de restaurante del juego afectan a la porción similar a la serie principal. Por ejemplo, el jugador puede aceptar un patrocinador corporativo del restaurante para ayudar con las finanzas, pero al hacerlo provoca ruidosos anuncios de vídeo del patrocinador durante el período nocturno del juego, dificultando al jugador para escuchar algún animatrónico acercándose. El jugador también tiene la opción de salvar animatrónicos dañados de juegos anteriores, aumentando tanto los ingresos como la posibilidad de ser atacado por ellos durante la noche.

#### Ultimate Custom Night(2018)
Un juego que cuenta con el modo de "Noche personalizada" visto en juegos anteriores, titulado Ultimate Custom Night, fue lanzado el 27 de junio de 2018. La noche personalizable le permite al jugador seleccionar entre cincuenta animatrónicos de los seis juegos principales de Five Nights at Freddy's, estableciendo su dificultad del nivel 0 al 20 para determinar qué tan agresivos serán durante la noche. El jugador también puede desbloquear y seleccionar la oficina en la que quiere jugar, y tiene dieciséis modos de juego temáticos disponibles para ellos. Se dice que este puede que sea el infierno de William Afton.

#### Five Nights at Freddy's: Help Wanted(2019)
Five Nights at Freddy's: Help Wanted (originalmente titulado como Five Nights at Freddy's VR: Help Wanted, a menudo abreviado como Help Wanted o FNaF: HW, y también conocido como Five Nights at Freddy's 8) es un videojuego de terror de realidad virtual independiente desarrollado por Steel Wool Studios y Lionsgate Games, y publicado por Scott Cawthon, siendo la séptima entrega de la serie de videojuegos de Five Nights at Freddy's y, cronológicamente, se establece después de los acontecimientos del sexto juego. El juego fue lanzado el 28 de mayo de 2019 para cascos de Oculus Rift y HTC Vive en Microsoft Windows, y cascos de PlayStation VR en PlayStation 4, con un próximo lanzamiento para Oculus Quest. Una versión sin realidad virtual fue lanzada el 17 de diciembre de 2019 a través de Steam que, a diferencia del original, estará disponible en más plataformas de juegos fuera de Microsoft Windows y PlayStation 4 en una fecha posterior.
El juego es presentado como la "experiencia virtual de Freddy Fazbear", producido por la ficticia empresa de "Fazbear Entertainment" para ayudar a mejorar su imagen pública después de una serie de demandas debilitantes. La jugabilidad se centra en una serie de minijuegos basados en los anteriores juegos de la franquicia, en los que el jugador debe evadir los ataques de los personajes animatrónicos mientras realiza peligrosas tareas de mantenimiento alrededor del restaurante; el canon del juego establece que las anteriores entregas fueron adaptadas como videojuegos en su universo, utilizando "metrajes" de sus "acontecimientos" para encubrirlos.
FNaF: Help Wanted recibió críticas extremadamente positivas por los medios de la industria, siendo elogiado por el uso de la realidad virtual, y se encuentra entre los videojuegos de realidad virtual más vendidos en Steam. Una novena entrega en la serie, Five Nights at Freddy's: Security Breach, fue lanzada a finales del 2021.

#### Five Nights at Freddy's: AR Special Delivery (2019)
el 25 de noviembre de 2019, Cawthon en colaboración con Illumix, Presentó una nueva entrega de la franquicia en Realidad aumentada lanzada para Android y iOS.
Situada un buen tiempo después de los acontecimientos del Sexto juego, Fazbear Entertainment (dueña de los restaurantes de la franquicia) busca ocultar los oscuros secretos y eventos que rodearon a sus locales utilizando tecnología avanzada y campañas de marketing engañosas. La empresa crea "Fazbear Funtime Service", un servicio de suscripción donde sus seguidores pueden alquilar sus propios animatrónicos para fines de entretenimiento. Sin embargo ocurre una falla que hace hostiles a los robots y estos intentan atacar a sus suscriptores.
Una serie de correos electrónicos cuenta la historia de un hombre llamado Luis que intenta informar a una mujer, Ness, sobre los informes de bandera roja provocados por sus palabras de búsqueda dañinas y ofensivas. Los correos electrónicos sugieren que ella está bajo el control de William Afton, uno de los cofundadores de Fazbear Entertainment y, en secreto, un asesino en serie de niños, que se supone que murió en un incendio hace varios años. Sugiere también que Ness es Vanny de Security Breach debido a que "Ness" es un diminutivo de Vanessa (nombre real de Vanny). Al final, Fazbear entertainiment cierra el Funtime Service para el desarrollo de una experiencia en realidad virtual. Estableciendo el juego como una precuela de su antecesora.

#### Five Nights at Freddy's: Security Breach (2021)
El 8 de agosto de 2019, durante el quinto aniversario del primer juego, Cawthon publicó una nueva imagen en su sitio web, anunciando una novena entrega para la serie.  Muestra un centro comercial modernizado con un estadio de láser tag, una sala de juegos, un gran cine y un restaurante Freddy Fazbear's Pizza en sus edificios.  En la plaza principal, una nueva versión de los años 80 de Freddy Fazbear, Bonnie, Chica y Foxy con una multitud emocionada agitando palitos luminosos. El 29 de septiembre de 2019, el sitio web de Cawthon se actualizó con una imagen de una nueva versión de Freddy Fazbear llamada Glamrock Freddy y fue seguido por un teaser actualizado con los personajes Glitchtrap y Vanny de Five Nights at Freddy's: Help Wanted como sombras.  El 24 de marzo de 2019, se publicó otro teaser con un nuevo personaje similar a un cocodrilo. El 21 de abril de 2020, los nombres de los personajes se filtraron de la lista de próximos productos de Funko y el título se reveló como Five Nights at Freddy's: PizzaPlex. Unas horas después, el 22 de abril de 2020, Scott Cawthon confirmó las filtraciones a través de Facebook y reveló que el título no es oficial y que el título era solo para la marca de Funko. Se estimaba que Five Nights At Freddy´s: Security Breach sería lanzado en mayo de 2020. Pero no fue así, se espera que pueda salir por junio, o incluso julio de este mismo año. Existe más de información en la página oficial de la oficina de patentados de los (tmsearch.uspto.gov/)
El 11 de junio de este mismo año, en la página oficial de scottgames.com un nuevo teaser fue publicado, en este nuevo anuncio, podemos observar a un guardia de seguridad abriendo una puerta sosteniendo una linterna. En la parte inferior de este mismo teaser, está escrita la palabra "PROTECT" (que traducido al español sería "PROTEGER".) 
En la página de foros Reddit, Scott Cawthon publicó un comentario en un foro sobre el nuevo teaser del nuevo juego que traduciéndolo al español dice: "No va a haber más nuevas noticias por un buen tiempo, pero ha habido mucho rollo ocurriendo detrás de escenas. El juego no se lanzara hasta principios del 2021”.
Finalmente durante la transmisión de la presentación inicial de la nueva consola PlayStation 5 (PS5), se reveló el primer tráiler. Fue emitido en directo como uno de los títulos disponibles para la nueva consola de PlayStation. 
En el evento anual de GeForce RTX se reveló otro pequeño teaser  . Y en marzo en el evento de State of Play se presentó un tráiler de gameplay   en el cual se puede ver más como va ha ser la jugabilidad y se ve el diseño final de los personajes. Con este último se aseguro su fecha para el 2021. 
El juego se lanzó el 16 de diciembre de 2021 para Microsoft Windows, PlayStation 4 y PlayStation 5, mientras que los puertos para otras plataformas se lanzarán en fechas posteriores.
A diferencia de otras entregas de la franquicia, el juego tiene lugar en un centro comercial, mientras que otras entregas suelen tener lugar en una pizzería, y solo presenta una noche en lugar de cinco. El juego sigue a un niño -probablemente huérfano-, llamado Gregory, y el animatrónico Freddy Fazbear del centro comercial evaden los animatrónicos hostiles del centro comercial y el guardia nocturno, y revelan los secretos mórbidos del centro comercial mientras intentan sobrevivir hasta la mañana.
Además, en esta nueva franquicia se nos presentan personajes nuevos, cómo Roxanne Wolf, una animatrónica loba y Montgomery Gator, un cocodrilo. 
El juego recibió críticas mixtas a positivas tras su lanzamiento, recibiendo elogios por sus gráficos, la jugabilidad 'libre' nunca antes vista en la franquicia, la trama, la interpretación vocal de Kellen Goff como Glamrock Freddy, la caracterización de los animatrónicos, la partitura musical y sus elementos de terror, pero desde entonces ha sido criticado por numerosos errores y fallas que han afectado el rendimiento y la jugabilidad del jugador, y ciertos aspectos de la historia.

#### Five Nights at Freddy's: Help Wanted 2(2023)
En mayo de 2023, Steel Wool Studios público en su canal de YouTube un tráiler del videojuego, mostrando que esta nueva entrega adaptara en realidad virtual los eventos de FNaF: Sister Location y FNaF: Security Breach. Se lanzó el 14 de diciembre de 2023.

#### Five Nights at Freddy's: Secret of the Mimic (2025)
el 6 de agosto de 2024, Steel Wool Studios lanzó el teaser trailer de una nueva entrega de la saga, la cual está programada para estrenarse el 13 de junio de 2025. La historia se ambienta en 1979 (sin una fecha exacta), convirtiéndose cronológicamente en el primer juego de la saga. En los siguientes meses, Steel Wool sacó nuevos adelantos de fotos y videos teaser.

### Spin-offs

#### Five Nights at Freddy's World(2016)
El 15 de septiembre de 2015, Scott Cawthon anunció un spin-off de la serie, titulado Five Nights at Freddy's World. A diferencia de la serie principal, el juego es un videojuego de rol que utiliza diversos animatrónicos de los primeros cuatro juegos. El juego tiene lugar en un colorido mundo imaginario lleno de ternura, donde los animatrónicos deben luchar contra enemigos y progresar a través del juego desbloqueando ciertos beneficios y elementos. Aunque originalmente estaba previsto que sea lanzado el 2 de febrero de 2016, Cawthon reprogramó el lanzamiento hasta el 22 de enero de 2016, pero finalmente fue lanzado un día antes, el 21 de enero del mismo año.
Después de su lanzamiento, la comunidad y los críticos criticaron el juego por las características clave que faltaban, por ser inestable e inacabado, por lo que Cawthon se disculpó más tarde, afirmando: "Me puse demasiado ansioso por mostrar las cosas que terminaron y no presté atención a las cosas que no terminaron". Posteriormente, el juego fue eliminado de Steam a decisión de Cawthon, y afirmó que el juego se mejoraría y se volvería a lanzar gratuitamente en una fecha posterior. Cawthon también anunció que le pidió a Valve que le reembolse el dinero a todos los que compraron el juego.
En febrero de 2016, Cawthon lanzó una versión gratuita del juego, que presentaba un mundo en 3D y una pantalla de selección de personajes actualizada. En marzo de 2016, Cawthon actualizó su sitio web con una nueva imagen "teaser", que presentaba nuevos personajes, como el infame "Hombre morado" de la serie principal y la mayoría de personajes de la actualización de Halloween de Five Nights at Freddy's 4. Cawthon también creó minijuegos para la segunda actualización del juego, incluyendo a Foxy Fighters, Chica's Magic Rainbow, Foxy.EXE y FNaF 57: Freddy in Space.

##### Freddy in Space 2 (2019)
Este juego viene siendo la secuela del minijuego de Freddy in Space de FnaF World, en el cual se debe viajar por varios planetas para rescatar a cada uno de los miembros de la banda original, la única razón por la que fue creado fue para hacer una recaudación de fondos para la organización St. Jude; la cual desde 1962 existe y ayuda a niños con enfermedades graves, esto dicho por Scott Cawthon.
Five Nights At Freddy's: Security Breach Fury's Rage (2021)
El 28 de abril de 2021 Scott Cawthon, publicó un juego parecido a Freddy in Space 2, donde se está inspirado en los juegos Beat-'Em-Up como Street Fighter o Final Night. Al principio del juego el creador (Scott) tiene una pesadilla donde el fandom lo va a matar por retrasar nuevamente Five Nights at Freddy's Security Breach. A causa de esto, decide crear un juego donde Scott pueda ayudar al fandom. Ya en el juego, el jugador tendrá que elegir uno de los cuatro personajes jugables: Freddy (Glamrock Freddy), Monty (Montgomery Gator), Roxanne (Roxanne Wolf) y Chica (Glamrock Chica), los cuales tiene: poder, resistencia, especial y suerte que irán variando dependiendo del personaje que elijas.

## Música
La música del ambiente de los primeros cuatro juegos de Five Nights at Freddy's principalmente consistía en música de producción, alterada por Scott Cawthon de acuerdo con las necesidades del juego. Otras músicas notables encontradas en el juego incluyen la "Canción del toreador", que se reproduce cuando el jugador se queda sin energía en el primer juego, y una interpretación de "My Grandfather's Clock", reproducida desde la caja de música de Puppet en Five Nights at Freddy's 2.
Five Nights at Freddy's: Sister Location, Freddy Fazbear's Pizzeria Simulator y Five Nights at Freddy's World recibieron su propia banda sonora, compuesta por Leon Riskin específicamente para los juegos. La música creada para Five Nights at Freddy's World varió de temas de batalla al ambiente general para varios lugares, por ejemplo, "Dungeon Theme" cuando el jugador está en las minas y "Water Theme", cuando está cerca al lago. La música en Five Nights at Freddy's 5 tiene una variedad de usos: música como "Turtle Crusher" y "MVP" son usadas para los minijuegos, mientras que la música de ambiente como "Crumbling Dreams" se reproduce durante el juego principal. Una pieza musical titulada "Dramatic Soap Opera" fue creada específicamente para la telenovela ficticia de The Inmortal and the Restless. Números adicionales fueron agregados en el DLC de la "Noche personalizada", notablemente con "Watch Your 6" como el ambiente principal de la noche (aunque esta música también fue usada para el final alternativo del juego principal) y "Demolition Inevitable", música reproducida en la escena final del juego. La banda sonora de Freddy Fazbear's Pizzeria Simulator es la más diversa, abarcando desde música alegre y estimulante como "Just Add Water" hasta pistas de sintetizador como "240 Bits Per Mile" o pistas orquestales graves como "Nowhere to Run", utilizado en la escena final de la ruta normal del juego.

## Otros medios

### Libros

#### Novelas

##### Five Nights at Freddy's: The Silver Eyes(2015)
Artículo principal: Five Nights at Freddy's: The Silver Eyes
Five Nights at Freddy's: The Silver Eyes es la primera novela escrita por Scott Cawthon y Kira Breed-Wrisley. El libro fue lanzado antes de lo previsto el 17 de diciembre de 2015 para Amazon Kindle y como un libro impreso el 27 de septiembre de 2015. La historia sigue a un grupo de amigos de la infancia que regresan a su ciudad natal y descubren desconcertantes secretos del antiguo y abandonado restaurante familiar de Freddy Fazbear's Pizza. Según Cawthon, la novela "expande el mito y revela un elemento humano nunca antes visto en los juegos". Sin embargo, también afirmó que, aunque la novela técnicamente no es canónica para el universo de Five Nights at Freddy's, no significa que no pueda estar "destinada a encajar en las piezas del rompecabezas".

##### Five Nights at Freddy's: The Twisted Ones(2017)
Five Nights at Freddy's: The Twisted Ones es la segunda novela escrita por Scott Cawthon y Kira Breed-Wrisley. Es la secuela de Five Nights at Freddy's: The Silver Eyes y fue descubierta en Amazon bajo el nombre de Cawthon el 8 de enero de 2017. El descubrimiento generó controversia sobre la legitimidad del producto, pero Cawthon confirmó poco después que era oficial. El libro fue lanzado en algunas librerías antes de lo planeado, pero fue lanzado públicamente el 27 de junio de 2017. La historia involucra a Charlie, personaje principal de The Silver Eyes, siendo "arrastrada al mundo de las aterradoras creaciones de su padre" mientras trata de seguir adelante.

##### Five Nights at Freddy's: The Fourth Closet(2018)
Five Nights at Freddy's: The Fourth Closet es la tercera novela escrita por Scott Cawthon y Kira Breed-Wrisley. El libro fue lanzado el 26 de junio de 2018. La historia se enfoca en los amigos de Charlie, quienes investigan la verdad detrás de lo que le sucedió a Charlie en The Twisted Ones, mientras se desarrollan misteriosos acontecimientos tras la apertura de Circus Baby's Pizza World, un nuevo restaurante propiedad de la empresa hermana de Freddy Fazbear's Pizza.

#### Guías

##### Five Nights at Freddy's: The Freddy Files(2017)
Five Nights at Freddy's: The Freddy Files es la primera guía oficial de la serie, y contiene perfiles de los personajes, delineando varias mecánicas en el juego y ampliando las teorías de los fanáticos surgidas de los juegos. El libro fue lanzado en algunas librerías antes de lo planeado, pero fue lanzado públicamente el 29 de agosto de 2017.

#### Otros

##### Five Nights at Freddy's: Survival Logbook(2017)
Five Nights at Freddy's: Survival Logbook es un libro de actividades. Apareció por primera vez en Amazon a mediados de 2017. A diferencia de los anteriores lanzamientos de libros, Survival Logbook no tiene ediciones en Amazon Kindle, con páginas diseñadas para escritura física en lugar de simplemente ser leído desde un dispositivo. El libro fue lanzado el 26 de diciembre de 2017.

### Adaptación de FNAF en cines.
En abril de 2015, Warner Bros. Pictures anunció que había adquirido los derechos para adaptar la franquicia de Five Nights at Freddy's a una película. Roy Lee, David Katzenberg y Seth Grahame-Smith fueron contratados para producirla. Grahame-Smith declaró que colaborarían con Scott Cawthon para "hacer una película loca, aterradora e increíblemente adorable". En julio de 2015, se anunció que Gil Kenan fue contratado para dirigir la adaptación y co-escribirla con Tyler Burton Smith.
En enero de 2017, Cawthon declaró que, en parte, debido a problemas dentro de la industria del cine en su conjunto, la película se encontró con varias demoras y estaba de vuelta en el punto de partida, pero prometió que esta vez, se involucraría con la película desde el primer día, ya que es algo extremadamente importante para él según Cawthon. Mencionó que quiere que esta película sea algo que los fanáticos estén emocionados de ver.
En marzo de 2017, Cawthon publicó en su cuenta de X (Twitter) una imagen de Blumhouse Productions, sugiriendo que la película tenía una nueva productora. En mayo de 2017, el productor Jason Blum confirmó la noticia, diciendo que estaba entusiasmado y trabajando estrechamente con Cawthon en la adaptación. En junio de 2017, Gil Kenan confirmó que abandonó la dirección de la película después de problemas con Warner Bros. Pictures. En febrero de 2018, se anunció que Chris Columbus dirigiría y escribiría la película, además de producirla con Blum y Cawthon. En agosto de 2018, Cawthon anunció en los foros de Steam que el primer borrador del guion de la película, que incluye solo los acontecimientos del primer juego, ha sido terminado y que también puede haber una segunda y tercera película. Blumhouse Productions también hizo una publicación en X (Twitter) diciendo que la película aún no tiene fecha, pero se esperaba para el 2020 pero debido a la Pandemia de enfermedad por coronavirus de 2019-2020 no se pudo seguir produciendo. 
El 20 de noviembre del 2020, Cawthon publicó en Reddit que se había elegido el guion para el protagonista Mike Schmidt y que el rodaje de la película se iniciará en primavera del 2021
. Al final, no se terminó de elegir el guion de Mike Schmidt y volviendo a escribir la historia. Al final, se pudo encontrar un guion apto para la película eligiendo como nueva directora a Emma Tammi. El 26 de diciembre de 2022 se confirmó que Josh Hutcherson y Matthew Lillard serán los protagonistas de la cinta. Hutcherson hará el papel de Mike, el guardia de seguridad, y Lillard hará el de William Afton, más conocido como "El hombre morado". El rodaje de la cinta empezó el 1 de febrero de 2023 y terminó el 3 de abril de 2023, con tan solo dos meses de rodaje. Dos días después de finalizar el rodaje, la cuenta de Instagram de Blumhouse compartió la primera imagen oficial de la película, que muestra a un niño agarrándole la mano al animatrónico Freddy fuera del local, confirmando también su fecha de estreno en cines.

## Recepción (2014 - presente)
| Videojuego                               | GameRankings             | Metacritic  |
| ---------------------------------------- | ------------------------ | ----------- |
| Five Nights at Freddy's                  | 85.00% (PC) 80.00% (iOS) | 78/100 (PC) |
| Five Nights at Freddy's 2                | 76.25% (PC) 73.33% (iOS) | 62/100 (PC) |
| Five Nights at Freddy's 3                | 73.60% (PC) 80.00% (iOS) | 68/100 (PC) |
| Five Nights at Freddy's 4                | 81.33% (PC) 70.00% (iOS) | 51/100 (PC) |
| Five Nights at Freddy's: Sister Location | 65.00% (PC) 60.00% (iOS) | 62/100 (PC) |

El primer juego ha sido elogiado por la crítica. Indie Game Magazine elogió el diseño artístico del primer juego, comentando que "es una experiencia increíblemente aterradora intentar salvarse del único 'Susto repentino' que finaliza el juego" y que fue un "fantástico ejemplo de cómo la inteligencia en el diseño y la sutileza pueden ser usadas para hacer una experiencia aterradora". PC Gamer, al revisar el juego, comentó sobre el hecho de que los jugadores probablemente se familiaricen con el entorno similar a restaurantes como Chuck E. Cheese's. También señaló que, si bien "la inteligencia artificial no es una obra maestra de procedimiento e imprevisibilidad, se dirigiría directamente a ti y te comería la cara, o se movería como un niño inocente antes de acercarse para matar. Tu mente completará el resto".
El segundo juego recibió críticas mixtas y positivas, con un crítico de PC Gamer comentando que lo que había esperado en la secuela "eran más juegos mentales y más incertidumbre. Quería que los pesados trajes animatrónicos me encontraran y me arrancaran la cara en formas nuevas e interesantes. Quería trabajar con las piernas", y que "lo que obtuve fue un juego de terror que se sumió en el engaño y la sutileza". Sin embargo, también señaló que "disfrutar de las partes buenas, sin embargo, viene con un costo de dificultad frustrantemente fuerte". Destructoid también le dio una opinión positiva al juego, diciendo que "es absolutamente aterrador saber que podrías ser atacado en cualquier momento desde múltiples avenidas", y también elogió la introducción de nuevos animatrónicos y mecánicas, pero también criticó los "Susto repentinos" y llamó al juego "demasiado difícil para su propio bien".
El tercer juego, sin embargo, ha demostrado ser un poco menos popular entre los críticos, aunque recibió una recepción similar a los dos primeros juegos. Los críticos de PC Gamer afirmaron que, aunque disfrutaban del nuevo y rediseñado sistema de cámaras, los "Susto repentinos" de los animatrónicos "se sentían un poco rancios para la tercera noche", hasta el punto de volverse molesto. Destructoid comentó que, aunque Five Nights at Freddy's 3 es "por mucho la entrega técnicamente más competente y mecánicamente satisfactoria hasta la fecha", fue decepcionante que Fazbear's Fright y Springtrap "carecieran del encanto del elenco y ubicación original".
El cuarto juego recibió críticas mixtas de los críticos. Destructoid criticó el juego por sus "Susto repentinos" excesivamente ruidosos y la mecánica de respiración siendo demasiado difícil y confusa para los jugadores. A pesar de esto, fue elogiado por un crítico de GameZebo por su entorno intenso y sus sonidos y gráficos espeluznantes, así como por sus "Susto repentinos". El juego también recibió una crítica mixta de PC Gamer, que lo llamó "otro remache en el diseño de acero de la serie que inmortalizó su legado en unos pocos meses" y "ciertamente el más temible de los cuatro juegos", pero también criticó la jugabilidad, diciendo que "la repetición monótona de la misma secuencia una y otra vez... es una tarea demasiado exigente como para atraparme por completo", así como criticar la falta del sistema de cámaras de seguridad de la serie.
El quinto juego también recibió críticas mixtas. Destructoid lo llamó "ligeramente superior al promedio" y señaló que "los fanáticos del género deberían disfrutar este juego, pero unos pocos quedarán sin cumplir". GameCrate resumió que "Five Nights at Freddy's 5 es un fantástico juego de terror, incluso si no es, en particular, como el resto de la serie de Five Nights at Freddy's".
El sexto juego recibió críticas en su mayoría negativas, con GameCrate calificándolo como un "juego para los fanáticos de Five Nights at Freddy's y el "peor valor en el juego en este momento". Rock, Paper, Shotgun también le dio una crítica negativa y calificó el juego de "espeluznante como el infierno".

## Impacto cultural
En 2016, una atracción de terror basada en la serie fue presentada en el Adventuredome durante la temporada de Halloween.

### Fandom
Desde el lanzamiento del primer juego, la serie de Five Nights at Freddy's se ha vuelto cada vez más popular entre un gran grupo de personas, creando efectivamente una gran base de seguidores para el juego. La serie es discutida por fanáticos en muchas plataformas como Reddit.
Los juegos de Five Nights at Freddy's han demostrado ser populares entre los espectadores, para capturar sus sobresaltos y otras reacciones de miedo, convirtiéndose en un juego común para vídeos de YouTube. Populares YouTubers como PewDiePie, Dawko, Markiplier, Cade, iTownGamePlay y muchos más, ayudaron a los juegos a recibir atención adicional a través de sus gameplays. En mayo de 2015, YouTube informó que los juegos de Five Nights at Freddy's fueron la octava serie de videojuegos más vista en el servicio. De vez en cuando, algunos canales presentan vídeos de Five Nights at Freddy's, ofreciendo material del juego y dándole más atención a su discusión.
Hay una gran variedad de juegos hechos por fanáticos basados en la serie tales como Five Nights at Candy's, The Joy of Creation, etc, inspirados en lo que a menudo se describe como la "viable pero intrigante" mecánica de juego de Five Nights at Freddy's.
El fandom de Five Nights at Freddy's es a menudo criticado, principalmente debido a la generalización negativa de la comunidad (en madurez, por ejemplo). Scott Cawthon hizo una publicación en Steam con respecto a estas afirmaciones, defendiendo al público y criticando a la comunidad en general por la injusta generalización.
Canciones:
Desde su lanzamiento muchos canales de música como The Living Tombstone, CG5, iTownGamePlay, TryHardNinja, entre otros empezaron a hacerlas. Estos videos rondan entre los 500.000 a 3.000.000 de likes, al igual que desde 50.000.000 a 250.000.000 de visitas por YouTube. Estas canciones fueron muy reconocidas y ha sido así que FNaF ha sido uno de los videojuegos con más temas. En 2019, Scott Cawthon declaró que algunas de estas podrían considerarse canónicas con el videojuego, ya que además de tener un buen instrumental, la letra habla sobre algo de la historia.

#### Masivos incidentes de llamadas telefónicas
En abril de 2015, antes del lanzamiento del cuarto juego, los fanáticos confundieron los números aleatorios que Scott Cawthon ingresó en el código fuente del sitio web oficial del juego con coordenadas que apuntaban a una ubicación importante para los juegos. Los fanáticos ingresaron estos números en Google Maps y en consecuencia descubrieron un restaurante en Virginia. Los fanáticos hicieron masivas llamadas telefónicas al restaurante, tratando de descubrir si la compañía tenía una conexión con la próxima entrega, Five Nights at Freddy's 4. Más tarde, Cawthon confirmó que este restaurante no tenía una conexión con la serie de Five Nights at Freddy's.
Otra vez, en junio de 2016, los fanáticos descubrieron un restaurante en Long Branch, Nueva Jersey llamado Freddie's, y nuevamente llamaron al restaurante en grandes cantidades para determinar su afiliación a Five Nights at Freddy's. Los cientos de llamadas telefónicas recibidas por el restaurante cada día causaron dificultades para que clientes legítimos pudieran hacer pedidos a través de la línea telefónica. Un restaurante llamado Freddie's Pizza & Pasta en Roseville, California también sufrió esto.
Desde entonces, Cawthon ha pedido a sus fanáticos que se abstengan de llamar a números que creen que están asociados con el juego, como se ve en el pie de página de su sitio web.

### Mercancía
La mercancía de Five Nights at Freddy's es producida predominantemente por tres compañías, Sanshee, Funko y Youtooz. Los productos creados a través de estas compañías incluyen peluches, figuras de acción, pósteres, ropa, llaveros e incluso papelería. McFarlane Toys también tiene una línea de mercancía de Five Nights at Freddy's, que consiste principalmente en juegos de construcción. Todd McFarlane dijo que la línea era "el único producto de mayor venta, sin excepción, por mucho que él haya hecho en más de veinte años". Estos artículos de mercadería están disponibles internacionalmente, y han sido un factor importante para el éxito comercial de la franquicia.

### Adaptación cinematográfica
En 2023, se estrenó una adaptación cinematográfica de la franquicia, dirigida por Emma Tammi y protagonizada por Josh Hutcherson, Piper Rubio, Elizabeth Lail, Mary Stuart Masterson y Matthew Lillard. En su primera semana de estreno en Estados Unidos, consiguió 39 millones de dólares de recaudación en taquilla y 250 millones de dólares mundiales.